# مگا (وبگاه)
مگا یک وبگاه اشتراک‌گذاری پرونده است که در سی‌ام دی‌ماه ۱۳۹۱ گشوده شد. ویژگی بنیادین این وبگاه رمزگذاری پرونده‌ها پیش از ذخیره‌سازی بر روی سرورهای مگا است.این وبگاه جایگزین مگاآپلود خواهد بود.